# Universitätschor Marburg
| Universitätschor Marburg | Universitätschor Marburg       |
| ------------------------ | ------------------------------ |
| Sitz:                    | Marburg                        |
| Besteht seit:            | 1845                           |
| Neugründung:             | 1989                           |
| Trägerschaft:            | Studentische Initiative (e.V.) |
| Mitglieder:              | ca. 80                         |
| Leitung:                 | Nils Kuppe                     |
| Homepage:                | unichor-marburg.de             |
| Stand:                   | August 2018                    |

Der Universitätschor Marburg ist heute ein von der Philipps-Universität Marburg strukturell unabhängiger gemischter Chor, der aus etwa 80 Mitgliedern, die größtenteils Studierende der Phillips-Universität sind, besteht. Schon seit 1845 bestand unter Leitung des jeweiligen Universitätsmusikdirektors der „Akademische Gesangverein“ sowie ab 1930 ein Collegium Musicum am Musikwissenschaftlichen Institut. Nach deren Auflösung wurde er in seiner jetzigen Form 1989 von Studierenden der Philipps-Universität in Marburg neugegründet. Schwerpunkt der musikalischen Arbeit des Universitätschores ist seinem Leitbild nach die Wiederentdeckung und -aufführung wenig bis gar nicht bekannter anspruchsvoller A-cappella-Kompositionen. So leistete der Universitätschor Marburg einen großen Beitrag zur Renaissance der Chormusik Wilhelm Bergers oder Georg Schumanns.

## Geschichte
Bereits in der zweiten Hälfte des 19. Jahrhunderts formierten sich unter der Leitung des Universitätsmusikdirektors Orchester und Chor der Philipps-Universität Marburg, zunächst eigenständig organisiert in Form des „Akademischen Concertvereins“. Ein bedeutender Leiter des Universitätschores war ab 1895 der einzige Schüler Johannes Brahms’, Gustav Jenner, der zum Academischen Musikdirector der Universität Marburg (Universitätsmusikdirektor) berufen wurde. Jenners Nachfolger, der Musikwissenschaftler Hermann Stephani, gründete das Collegium musicum und reorganisierte den Chor.  Weitere Universitätsmusikdirektoren waren Prof. Kurt Utz und Prof. Martin Weyer. Mit Chor und Orchester der Universität stellte Weyer mehrere Uraufführungen vor, unter anderem Werke von Joachim Blume, Wolfgang Stockmeier und Alan Gibbs.
Nachdem Weyer den universitätseigenen Chor 1979 aufgab, wurde 1989 auf studentische Initiative hin ein neuer, von der Philipps-Universität unabhängiger Universitätschor gegründet. Die Leitung des Chores übernahm der Dillenburger Kirchenmusiker und Musikwissenschaftler Wolfgang Schult. Seit dem Wintersemester 2013/2014 steht der Universitätschor unter der Leitung des Marburger Bezirkskantors Nils Kuppe.

## Repertoire
Im Gegensatz zu vielen anderen Universitätschören in Deutschland, die Teil eines musikwissenschaftlichen Instituts oder eines universitären Collegium Musicums sind und eher chorsinfonische Werke darbieten, führt der Universitätschor Marburg fast ausschließlich weltliche und geistliche A-cappella-Werke auf. Hierbei steht die Wiederentdeckung eher unbekannter Komponisten aller Epochen im Zentrum. Geprägt durch die musikwissenschaftliche Arbeit des Chorleiters Wolfgang Schult führte der Universitätschor mitunter Stücke auf, die seit ihrer Uraufführung nie wieder erklungen sind, wie zum Beispiel im Jahre 2013 das von Wilhelm Berger vertonte Goethe-Gedicht Der Totentanz (op. 86), das 1902 ein einziges Mal in Berlin (ur)aufgeführt worden war oder das Crucifixus von Arnold Krug, welches im Jahr 2002 vom Universitätschor Marburg uraufgeführt wurde.
An der derzeitigen Renaissance der Chorwerke Wilhelm Bergers, die durch verschiedene CD-Aufnahmen dokumentiert wird, leistete der Universitätschor Marburg einen großen Beitrag. Schult studierte das in den Meininger Museen vorliegende Nachlassarchiv Bergers und begann mit dem Universitätschor, alle bedeutenden Werke der Öffentlichkeit zu präsentieren. Seit 2001 stehen nahezu jedes Semester Werke Bergers auf dem Programm des Chores.
Zu wiederkehrenden und den Universitätschor prägenden Komponisten gehören neben Wilhelm Berger u. a. Giacomo Meyerbeer, Edward Elgar, Georg Schumann, Ferdinand Thieriot, Ernst Friedrich Richter sowie Petr Eben. Zu den nahezu völlig unbekannten Komponisten zählen Christian Theodor Weinlig, Alexander Ritter, Reinhold Succo, Adalbert Überlee und Samuel Webbe.
Auf dem Programm des Marburger Universitätschores stehen in losen Abständen auch größere Projekte mit Sinfonieorchestern. So wurde zum zehnjährigen Jubiläum des Chores 1999 zusammen mit der Kurpfälzischen Philharmonie Mannheim die Aufführung von Edward Elgars Oratorium The Dream of Gerontius oder im Februar 2013 gemeinsam mit den Frankfurter Sinfonikern und den Bachwochen Dill der Totentanz von Wilhelm Berger sowie das Deutsche Requiem von Johannes Brahms realisiert. Im Januar 2017 führte der Universitätschor selten aufgeführte spätromantische Werke gemeinsam mit der Jungen Marburger Philharmonie auf. Im Sommersemester 2018 war eine Auftragskomposition des deutschen Komponisten Thomas Emanuel Cornelius (Stille Wasser Leben) Teil des Konzertprogramms, und im Wintersemester 2024/2025 das Werk Sonnen Licht Strahlen.

## Konzertreisen
In regelmäßigen Abständen tritt der Universitätschor Marburg in namhaften Kirchen und Konzertorten überregional auf. Als musikalischer Botschafter der Stadt Marburg sowie der Philipps-Universität führten ihn bereits zahlreiche Konzertreisen sowohl in deutsche Städte als auch ins europäische Ausland (Frankreich, Italien). So war der Universitätschor beispielsweise mehrfach in der Marburger Partnerstadt Poitiers (zuletzt 2010) zu Gast. 2014 trat der Universitätschor im Rahmen seiner Konzertreise im Kölner Dom auf, ebenso in der Koblenzer Florinskirche; 2016 führte ihn eine Konzertreise nach Norddeutschland, wo Auftritte im Hamburger Michel, im Mariendom, im Bremer Dom, der Bremer Liebfrauenkirche sowie dem Dom zu Verden auf dem Programm standen. Die Konzertreise 2018 ging nach Ostdeutschland, in dessen Rahmen der Universitätschor in der Dresdener Frauenkirche, dem Dom zu Meißen, der Leipziger Thomaskirche oder der Marktkirche in Halle aufgetreten ist.

## Tonträger
Im November 2016 erschien unter dem Titel …wie liegt die Welt so schön! die erste CD des Universitätschores Marburg. Seinem Leitbild nach wurden hauptsächlich unbekannte Kompositionen von Wilhelm Berger, Georg Schumann, Ernst Friedrich Richter u. a. aufgenommen. Die Chorwerke Da Israel aus Ägypten zog (Ernst Friedrich Richter), An die Natur (Ferdinand von Hiller), Goldne Brücken (Johannes Brahms), Postillions Morgenlied (Johannes Brahms) sowie Die erwachte Rose (Wilhelm Berger) wurden mit dieser CD erstmals auf Tonträger veröffentlicht.

## Organisation
Der Universitätschor ist ein von der Philipps-Universität Marburg strukturell unabhängiger Verein in studentischer Trägerschaft und in Form eines eingetragenen, gemeinnützigen Vereins organisiert. Die organisatorische Leitung leistet ein ehrenamtlicher, studentischer Chorvorstand. Seit dem Jahr 2013 ist der Universitätschor Mitglied Deutschen Chorverband. Eine Kooperation besteht mit dem Musikwissenschaftlichen Institut der Philipps-Universität.